# Непедівська сільська рада
| Непедівська сільська рада — колишній орган місцевого самоврядування у Козятинському районі Вінницької області з адміністративним центром у с. Непедівка. Сільській раді підпорядковані населені пункти: - с. Непедівка - с. Гурівці |

## Склад ради
Рада складається з 16 депутатів та голови.

## Керівний склад сільської ради
| ПІБ                          | Основні відомості                                                 | Дата обрання | Дата звільнення |
| ---------------------------- | ----------------------------------------------------------------- | ------------ | --------------- |
| Корніюк Галина Олександрівна | Сільський голова, 1969 року народження, освіта, позапартійна      | 26.03.2006   | 31.10.2010      |
| Корніюк Галина Олександрівна | Сільський голова, 1960 року народження, освіта вища, позапартійна | 31.10.2010   |                 |

Примітка: таблиця складена за даними джерела